# Philippe Lavil
 (mai 2024).
Si vous disposez d'ouvrages ou d'articles de référence ou si vous connaissez des sites web de qualité traitant du thème abordé ici, merci de compléter l'article en donnant les références utiles à sa vérifiabilité et en les liant à la section « Notes et références ».
Philippe Durand de La Villejegu du Fresnay, dit Philippe Lavil, est un chanteur français né  le 26 septembre 1947 à Fort-de-France en Martinique.

## Biographie

### Famille
Philippe Lavil est un descendant de colons français des Antilles (surnommés localement békés). Son père, Max Durand de La Villejegu du Fresnay (1922-1989) et sa mère, Marthe Bally (1923-2021), exploitaient une bananeraie dans la commune du François.
La famille Durand de La Villejégu du Fresnay, issue de l'ancienne bourgeoisie bretonne, s’est établie en Martinique au XVIIIe siècle. Pierre Guillaume Durand, bourgeois et négociant à Saint-Pierre de la Martinique, sieur de La Villejégu du Fresnay (1696-1750), était capitaine de la Marie-Galère et du Saint-Charles.

### Carrière
En 1960, Philippe Lavil est envoyé en pension dans la Drôme où il poursuit ses études à l'école de la Roseraie de Dieulefit. Il est initié à la chanson par son professeur d'anglais Graeme Allwright. Le jeune homme s'achète une guitare et décide de devenir chanteur. Ses parents, peu enthousiastes, l'incitent à passer trois ans dans une école de commerce, l’EDC, ce qui ne l'empêche pas d'enregistrer son premier 45 tours, intitulé À la califourchon, en 1969.
En 1970, il enregistre une chanson qui va devenir un tube et, par ailleurs, l'un de ses plus grands succès, Avec les filles, je ne sais pas. Il enregistre par la suite plusieurs morceaux, mais aucun ne rencontre le même succès.
En 1975, il se produit à l'Olympia, avec Julien Clerc, ce qui est l'un des premiers concerts de Philippe Lavil. L'année suivante, il enregistre Hey Mister Lee, qui rencontre un succès modéré. En 1978, il enregistre un album, Février, avec des textes de Didier Barbelivien et d'Alain Souchon, mais cet album ne rencontre pas le succès. Il quitte alors sa maison de disques.
En 1982, alors qu'il envisage de quitter la musique, il enregistre une chanson écrite par Didier Barbelivien : Il tape sur des bambous, qui devient le tube de l'été et son plus grand tube, avec plus d'un million et demi d'exemplaires vendus. S'ensuivent des succès plus confidentiels, comme Rio ou San Miguel.
En 1985, il enregistre une chanson à nouveau signée Barbelivien, qui rencontre aussi un grand succès, Elle préfère l'amour en mer. L'année suivante, il enregistre un album, dont sont issues deux chansons largement diffusées à l'époque, La femme qui dit jamais je t'aime, et Elle tricote des pulls pour personne. Ces titres ne rencontrent toutefois pas le même succès que les précédents.
En 1987, il enregistre une autre chanson qui devient un grand tube, Kolé séré, en duo avec la chanteuse du groupe Kassav, Jocelyne Béroard.
En 1990, il publie un album plus personnel, De Bretagne ou d'ailleurs, dont le titre du même nom rencontre un succès toutefois modéré. Deux ans plus tard, dans un style crooner, il sort Y'a plus d'hiver, dont Si Marianne était black sera le seul titre à rencontrer un succès, très confidentiel toutefois.
En 1994, il se produit à l'Opus Café à Paris, et revisite ses chansons dans Lavil déménage. Il continue à sortir régulièrement des albums, à l'image d'Ailleurs, c'est toujours l’idéal en 1997, Retour à la case créole en 2002, ou Calypso en 2007.
En 2011, il sort un nouvel album, La part des anges, pour lequel il fait beaucoup de promotion. Il participe également au single caritatif Je reprends ma route au profit de l'association Les voix de l'enfant.
Parallèlement, il enchaîne les galas et concerts. En 2012, il participe pour la première fois à la tournée Âge tendre, la tournée des idoles, comme invité d'honneur et parrain de la saison 7. Il participe également à la croisière attachée à cette tournée. Il revient au sein de la croisière Âge tendre en novembre 2017.

## Discographie
Parmi ses plus grands succès de Philippe Lavil, on peut citer les chansons Avec les filles, je ne sais pas, Il tape sur des bambous, Elle préfère l'amour en mer, Kolé séré (en duo avec Jocelyne Béroard du groupe Kassav'), La Chica de Cuba, Jamaicaine, Elle tricote des pulls pour personne, Savana Kumba et De Bretagne ou d'ailleurs.
Parmi ses collaborateurs (auteurs ou compositeurs), on peut citer Didier Barbelivien, Jean-Pierre Lang, Brice Homs, Michel Héron ou Patrick Lemaître.

### Albums studio
- 1972 : Avec les filles je ne sais pas
- 1978 : Février
- 1986 : Nonchalances
- 1990 : De Bretagne ou d'ailleurs
- 1992 : Y a plus d'hiver
- 1994 : Déménage
- 1997 : Ailleurs, c'est toujours l'idéal
- 2002 : Retour à la case créole
- 2007 : Calypso
- 2011 : La part des anges
- 2023 : Sous le même soleil

### Mini-albums
- 1982 : 6.33
- 1985 : Philippe Lavil (mini album RCA - PG 70 722)

### Compilations
- 1996 : Un zest of
- 1998 : L'Essentiel (compilation comprenant quelques titres rares et titres du mini album 1985)

### Singles notables
- 1969 : À la califourchon
- 1970 : Avec les filles je ne sais pas
- 1971 : Plus j'en ai, plus j'en veux
- 1982 : Il tape sur des bambous (no 1 en France)
- 1983 : Rio
- 1983 : San Miguel
- 1984 : Jamaïcaine
- 1985 : Elle préfère l'amour en mer (no 8 en France)
- 1986 : Elle tricote des pulls pour personne
- 1987 : Kolé séré (no 4 en France)
- 1989 : La chica de Cuba
- 1991 : De Bretagne ou d'ailleurs (no 29 en France)

## Filmographie

### Cinéma
- 1987 : Tant qu'il y aura des femmes : Jérémie
- 2005 : Le premier jour (court-métrage) : monsieur de Malignac

### Télévision
- 2006 : Laura (série) : Franck Duval
- 2011 : Aïcha (série) : Maurice
- 2013 : La Croisière (série) : Victor
- 2016 : Meurtres en Martinique (téléfilm) : Arnaud Lacoste
- 2017 : Nina (série) : Stéphane Cordelier
- 2021 : Camping Paradis (série épisode "les bleus font du ski") : Michel

### Doublage
- 1991 : Rock-o-rico (Rock-A-Doodle), de Don Bluth : Long-Bec (voix française)
- 2007 : Bee Movie - Drôle d'abeille (Bee Movie) : l'oncle Carl (voix française)

### Vidéographie
- « Kassav & Philippe Lavil : Kolé Séré » [vidéo], sur ina.fr, ina.fr, 31 décembre 1999
- « Interview Up and down créole de Philippe Lavil » [vidéo], sur ina.fr, émission Tout le monde en parle, 30 novembre 2002
- « Interview « Biographie » de Philippe Lavil (suite) » [vidéo], sur ina.fr, émission Tout le monde en parle, 30 novembre 2002